# Každej to má rád
Každej to má rád je první hudební album Marcely Březinové jako sólo umělkyně a zároveň čtvrté studiové v rámci zpěvaččiny diskografie obecně. Titul vyšel na jaře 1993 u vydavatelství Bonton (nyní katalog Supraphonu) ve dvou verzích — na vinylu v základní, s přídavkem pěti nahrávek („Tvoje rady“, „Na kopcích“, „Proud Mary“, „Spíme zády“ a „Candle in the Wind“) na audiokazetě, kompaktním disku a dodatečně také v digitálním formátu.

## Seznam skladeb
| MC • CD • MP3  | MC • CD • MP3                   | MC • CD • MP3             | MC • CD • MP3 |
| Pořadí         | Název                           | Autor                     | Délka         |
| -------------- | ------------------------------- | ------------------------- | ------------- |
| 1.             | Schoulená                       | J. Šíma / I. Hlas         | 5:08          |
| 2.             | Každej to má rád                | J. Šíma / I. Peroutková   | 3:51          |
| 3.             | Jsem jak dům                    | J. Šíma / M. Miler        | 3:51          |
| 4.             | Tvoje rady                      | J. Šíma / I. Peroutková   | 4:37          |
| 5.             | Na kopcích (nová verze)         | L. Semelka / J. Vondrášek | 3:51          |
| 6.             | I'm Gonna Be Late               | M. Linhart / J. Kalousek  | 4:16          |
| 7.             | Tak mi nenadávej                | J. Šíma                   | 3:40          |
| 8.             | Proud Mary (cover)              | J. Fogerty                | 4:01          |
| 9.             | Chci nejenom dávat              | J. Šíma / M. Miler        | 4:52          |
| 10.            | Rokemrol                        | J. Šíma / I. Peroutková   | 3:27          |
| 11.            | Come Together (cover)           | J. Lennon / P. McCartney  | 5:10          |
| 12.            | Blues pro havrana               | J. Šíma / I. Hlas         | 5:41          |
| 13.            | Tvůj dotek                      | J. Šíma                   | 3:02          |
| 14.            | Spíme zády                      | J. Šíma / M. Miler        | 4:55          |
| 15.            | Candle in the Wind (cover)      | E. John / B. Taupin       | 3:58          |
| 16.            | Chtěla bych tu zůstat           | J. Šíma / I. Hlas         | 3:42          |
| 17.            | I Got You (I Feel Good) (cover) | J. Brown                  | 3:19          |
| Celková délka: | Celková délka:                  | Celková délka:            | 71:21         |

| LP (editovaná verze) | LP (editovaná verze)            | LP (editovaná verze) | LP (editovaná verze) |
| Pořadí               | Název                           | Autor                | Délka                |
| -------------------- | ------------------------------- | -------------------- | -------------------- |
| 1.                   | Schoulená                       | (viz výše)           | 5:08                 |
| 2.                   | Každej to má rád                | (viz výše)           | 3:51                 |
| 3.                   | Jsem jak dům                    | (viz výše)           | 3:51                 |
| 4.                   | I'm Gonna Be Late               | (viz výše)           | 4:16                 |
| 5.                   | Tak mi nenadávej                | (viz výše)           | 3:40                 |
| 6.                   | Chci nejenom dávat              | (viz výše)           | 4:52                 |
| 7.                   | Rokemrol                        | (viz výše)           | 3:27                 |
| 8.                   | Come Together (cover)           | (viz výše)           | 5:10                 |
| 9.                   | Blues pro havrana               | (viz výše)           | 5:41                 |
| 10.                  | Tvůj dotek                      | (viz výše)           | 3:02                 |
| 11.                  | Chtěla bych tu zůstat           | (viz výše)           | 3:42                 |
| 12.                  | I Got You (I Feel Good) (cover) | (viz výše)           | 3:19                 |
| Celková délka:       | Celková délka:                  | Celková délka:       | 49:58                |

## Obsazení
Zpěv
- Sólo – Marcela Březinová
- Vokály – Jiří Šíma • Miroslav Linhart
- Sbor – Ája Sukováh • Aranka Pohanováh • Richardh a Vladimír Tesaříkovih (12všichni)

| Instrumentální doprovod a nástroje Crazy Legs - Klávesy, tenorsax, programování – Šíma - Kytary – Linhart • Milan Broum (basa) - Bicí – Milan Peroutka - Trumpeta – Roman "Bobík" Kubát - Pozoun – Miroslav Polickýh (1, 14) | Produkce a výroba - Produkce – Karel Knechtl - Aranžmá – Šíma • Linhart (6) - Nahrávka – Milan Cimfe • Pavel Karlík • Šíma - Mastering – Jan Petrusek / Studio Rudolfinum - Foto, grafika – Ivan Prokop - Poděkování – Glenna Patton • Antonín Prachovský & S Production |

(Pozn. h označuje hosty; údaje převzaté z oficiálního bookletu hudebního nosiče.)

## Ocenění
| Rok  | Nominované dílo  | Cena                       | Kategorie     | Výsledek | Výsledek |
| ---- | ---------------- | -------------------------- | ------------- | -------- | -------- |
| 1993 | Každej to má rád | Výroční hudební ceny Gramy | Zpěvačka roku | nominace | [ p 3 ]  |